# Leonaert Bramer

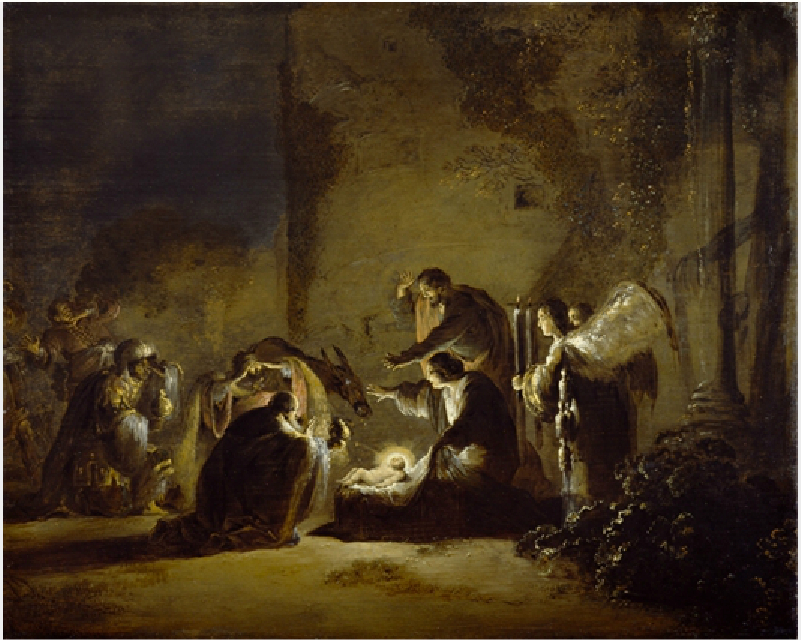
Leonaert Bramer, Pokłon Trzech Króli (1633–1635)

Leonaert Bramer (ur. 24 grudnia 1596 w Delfcie, pochowany 10 lutego 1674 tamże) – holenderski malarz okresu baroku.

## Życiorys
Działał w Delfcie. Lata 1614–1627 spędził we Francji i Włoszech, głównie w Rzymie. Podczas pobytu we Włoszech był pod wpływem Elsheimera i Fettiego. Wtedy to zaczął specjalizować się w niewielkich obrazach przedstawiających postacie w dziwnie oświetlonych nocnych sceneriach antycznych budynków, złowrogich lasów lub rozpadających się ruin. Sygnował te obrazy pseudonimem Leonardo delle Notti.
Uprawiał malarstwo rodzajowe i historyczne. Malował pejzaże, portrety, obrazy religijne oraz alegorie vanitas. Był także jednym z niewielu holenderskich artystów malujących freski w Holandii, ale żadna z jego prac w tym medium nie przetrwała. Wykorzystywał różne formuły stylistyczne: caravaggionistów, prerembrandtystów i młodego Rembrandta.
Prawdopodobnie był nauczycielem Jana Vermeera.

## Wybrane dzieła
- Abraham i trzej aniolowie – Prado
- Alegoria Vanitas - Muzeum Historii Sztuki w Wiedniu
- Chrystus wypędzający kupców ze świątyni - Mediolan, Castello Sforzesco
- Hero i Leander – (1670), Prado
- Modlitwa Salomona – (1635-40), Galeria Obrazów Starych Mistrzów w Dreźnie
- Obrzezanie Chrystusa – (ok. 1640), 55 x 86,5 cm, Muzeum Narodowe w Warszawie
- Odnalezienie Pyramosa przez Tyzbe - Gemäldegalerie
- Pokłon pasterzy - (ok. 1640), 58 x 75,5, Galeria w Pradze
- Pokłon Trzech Króli - (1636), 43 x 53 cm, Detroit Institute of Arts
- Salomon i królowa Saby – Galeria Obrazów Starych Mistrzów w Dreźnie
- Symeon w świątyni – Herzog Anton Ulrich-Museum
- Ścięcie Jana Chrzciciela – Gemäldegalerie
- Wskrzeszenie Łazarza - (ok. 1640), 52,5 x 47,5 cm, Galeria w Pradze
- Wygnanie Hagar - Hanower,
- Wyszydzanie Chrystusa - (ok. 1640), Galeria Obrazów Starych Mistrzów w Dreźnie
- Zaparcie się św. Piotra – (1642), Rijksmuseum